# أبو تاشفين الثاني
أبو تاشفين الثاني ابن أبي حمو (791 هـ/1351م - 795 هـ/1393م) تاسع ملوك الدولة الزيانية، تولى الحكم بعد قتل أبيه في عام 1389م واستمر إلى غاية وفاته في عام 1393م، وخلفه ابنه يوسف أبو ثابت.